# Portina
Portina (en rus: Портина) és un poble de l'óblast de Kursk, a Rússia, que en el cens del 2010 tenia 20 habitants. Pertany al districte rural de Fatej.